# Nauru na Letních olympijských hrách 2004
Nauru se účastnilo Letních olympijských her 2004 a zastupovali ho 3 sportovci v 1 sportu (2 muži a 1 žena). Jednalo se o třetí start tohoto státu na letních olympijských hrách. Vlajkonošem výpravy byl vzpěrač Yukio Peter. Nejmladší z týmu byl Itte Detenano, kterému v době konání her bylo 17 let. Nejstarší z týmu byla Reanna Maricha Solomon, které bylo v době konání her 22 let. Nikomu z výpravy se během her nepodařilo získat medaili.

## Pozadí
Olympijský výbor Nauru byl Mezinárodním olympijským výborem uznán 1. ledna 1994. Na základě toho se v roce 1996 mohlo Nauru zúčastnit prvních olympijských her, v daném roce konaných v Atlantě. V roce 2004 v Athénách tedy Nauru startovalo již na svých třetích olympijských hrách. Na předchozích hrách se však nikomu z reprezentantů nepodařilo pro Nauru získat medaili.

## Disciplíny

### Vzpírání
Všichni sportovci vyslaní na olympijské hry do Athén zemi reprezentovali ve vzpírání. Yukio Peter startoval ve váhové kategorii mužů do 69 kg. Celkově dosáhl výsledku 302,5 bodu a skončil tak na 8. místě ze 17 startujících sportovců (5 jich však závod nedokončilo).
17letý Itte Delenamo startoval ve váhové kategorii mužů nad 105 kg a celkově dosáhl výsledku 347,5 bodu. Skončil tak na 14. místě ze 17 startujících vzpěračů (3 však závod nedokončili).
V ženské váhové kategorii nad 75 kg startovala vítězka Her Commonwealthu z roku 2002 Reanna Maricha Solomon. Celkově dosáhla výsledku 220 bodů a umístila na 11. pozici z 12 startujících sportovkyň.
| Sportovec/Sportovkyně  | Disciplína      | Trh      | Trh    | Nadhoz   | Nadhoz | Dohromady | Pořadí |
| Sportovec/Sportovkyně  | Disciplína      | Výsledek | Pořadí | Výsledek | Pořadí | Dohromady | Pořadí |
| ---------------------- | --------------- | -------- | ------ | -------- | ------ | --------- | ------ |
| Yukio Peter            | Muži do 69 kg   | 135      | 12.    | 167,5    | 7.     | 302,5     | 8.     |
| Itte Detenamo          | Muži nad 105 kg | 155      | 16.    | 192,5    | 14.    | 347,5     | 14.    |
| Reanna Maricha Solomon | Ženy nad 75 kg  | 95       | 10.    | 125      | 10.    | 220       | 11.    |